# 피에르 프레네
피에르 프레네(Pierre Fresnay, 1897년 4월 4일 ~ 1975년 1월 9일)는 프랑스의 배우이다. 코메디 프랑세즈에서 뮈세의 희곡으로 명연기를 보여, 배우 이본 프랭탕과 결혼하고 상업극장에서 아누이, 루생을 상연했으며 영화에서도 활약한 두 세계대전 사이의 명배우이다.